# Giro dell'Appennino 1936
Il Giro dell'Appennino 1936, terza edizione della corsa, si svolse il 24 agosto 1936 su un percorso di 140 km con partenza e arrivo a Pontedecimo. Riservato a indipendenti e dilettanti, fu vinto dall'italiano Settimio Simonini, che completò il percorso in 4h17'00" precedendo i connazionali Augusto Como e Luigi Ferrando, classificati secondi ex aequo dopo essere stati retrocessi per volata irregolare. Conclusero la prova 34 dei 78 ciclisti al via.

## Ordine d'arrivo (Top 10)
| Pos. | Corridore          | Squadra          | Tempo    |
| ---- | ------------------ | ---------------- | -------- |
| 1    | Settimio Simonini  | U.S. Aullese     | 4h17'00" |
| 2    | Augusto Como       | U.S. Pontedec.   | s.t.     |
| 2    | Luigi Ferrando     | C. Sampierdar.   | s.t.     |
| 4    | Aurelio Scazzola   | V.C. Alessandr.  | a 4'30"  |
| 5    | Franco Maggioni    | Pedale Monzese   | s.t.     |
| 6    | Carlo Sbersi       | U.S. Canelli     | s.t.     |
| 7    | Giordano Cottur    | D. Ferr. Trieste | s.t.     |
| 8    | Ernani Bria        | G.R. Tellini     | s.t.     |
| 9    | Tarcisio Ronchetti | -                | a 12'08" |
| 10   | Carlo Ferrando     | -                | s.t.     |